# Tukes
Säkerhets- och kemikalieverket Tukes (finska: Turvallisuus- ja kemikaalivirasto Tukes) i Helsingfors lyder under arbets- och näringsministeriet och arbetar som övervakare, utvecklare och expert inom området teknisk säkerhet. 
Tukes, grundades 1995 under namnet Säkerhetsteknikcentralen, är verksamt inom bland annat kemikalie- och processäkerhet, elsäkerhet, hissar, tryckbärande anordningars säkerhet, anordningar inom räddningsväsendet, ädelmetallprodukter, byggprodukter och legal metrologi. Verksamhetens syfte är att skydda människor, miljöer och egendom för säkerhetsrisker och främja den tekniska tillförlitligheten hos olika apparater, anläggningar och installationer. Tukes är indelad i tre enheter; för anläggningsövervakning, produkt- och installationsövervakning samt stödtjänster och utveckling. Verket deltar också i internationellt samarbete, i lagberedning och olika projekt samt informerar och instruerar fackmän och konsumenter i säkerhetsfrågor. Till Tukes hörande myndighetsuppgifter handhades tidigare av Elinspektionscentralen och Tekniska kontrollcentralen (grundad 1984), som hade föregångare i Elektriska inspektoratet (grundat 1928) och Tekniska inspektoratet (grundat 1935).